# Aglaomorpha
Aglaomorpha é um gênero de traça pertencente à família Arctiidae.